# Halecium pusillum
Halecium pusillum is een hydroïdpoliep uit de familie Haleciidae. De poliep komt uit het geslacht Halecium. Halecium pusillum werd in 1856 voor het eerst wetenschappelijk beschreven door Sars. 